# Акулішнін Федір Васильович
Федір Васильович Акулішнін (рос. Фёдор Васильевич Акулишнин; нар. 27 грудня 1915 — 11 січня 1995) — радянський військовик, Герой Радянського Союзу (1943), учасник битви за Дніпро у роки німецько-радянської війни. Почесний громадянин Братислави.

## Біографія
Народився 27 грудня 1915 року в селі Моршагіно Михайловської волості Новоладозького повіту Петроградської губернії Російської імперії (нині Волховського району Ленінградської області РФ) у селянській родині. Росіянин. У 1930 році закінчив середню школу та будівельний технікум. Працював техніком на будівництвах у Ленінграді.
В Червоній Армії з жовтня 1937 року. У 1942 році закінчив 3 курси Військово-інженерної академії.
У боях німецько-радянської війни із 1942 року. Командир 81-го гвардійського окремого саперного батальйону (72-га окрема механізована бригада, 7-ма гвардійська армія, Степовий фронт), гвардії капітан Акулішнін відзначився при форсуванні Дніпра: у вересні 1943 року на дніпровському плацдармі в районі села Бородаївка (Верхньодніпровський район Дніпропетровської області України) чітко керував роботою саперів. Забезпечив переправу частин і підрозділів дивізії на підручних засобах, знаходився на небезпечних позиціях. Був поранений, але залишився в строю.
26 жовтня 1943 гвардії майору Акулішніну Федору Васильовичу присвоєно звання Героя Радянського Союзу з врученням ордена Леніна і медалі «Золота Зірка» (№ 1380)
З липня 1944 по травень 1945 року — інженер 6-ї гвардійської повітряно-десантної дивізії (2-й Український фронт). Брав участь у Яссько-Кишинівській, Дебреценської, Будапештської, Братиславсько-Брновскій і Празькій операціях.
Після війни продовжував службу в армії.
У 1950 році закінчив Військово-інженерну академію.
У 1957—1972 роках — старший викладач кафедри інженерних військ Військової академії імені М. В. Фрунзе.
З лютого 1972 року полковник Ф. В. Акулішнін у запасі. У 1972—1986 роках працював старшим інженером інспекції Міністерства будівництва підприємств важкої індустрії СРСР. Жив у Москві. Помер 11 січня 1995 року. Похований на Преображенському цвинтарі в Москві.